# Adriana van Ravenswaay
Adriana van Ravenswaay (Hilversum, 1816 - 1872), fue una pintora neerlandesa.	

## Biografía
Fue hermana del pintor Johannes van Ravenswaay (1815-1849), y como su hermano, seguramente, recibió clases de dibujo y pintura por parte de su tío Jan van Ravenswaay.
Es conocida por sus bodegones de fruta y flores realizados en Hilversum.